# Замок Кінлух

Герб феодалів Блейк.

Замок Кінлух (англ. Kinlough Castle, ірл. Caisleán Chionn Locha) — замок Хьонн Лоха, замок Озера Хьон — один із замків Ірландії, розташований у графстві Мейо. Нині це пам'ятка історії й архітектури Ірландії національного значення. Замок розташований на відстані 2 милі від селища Шрул, на березі річки Блек-Рівер (Чорної річки). Замок баштового типу.

## Історія замку Кінлух
Замок Кінлух був побудований у XIII столітті. Додаткові поверхи й кімнати були побудовані в 1574 році сером Джоном Мак Олівером Берком. У 1629 році замок належав аристократу на прізвище Блейк. У 1668 році замок орендував Джон Дарсі. Вежа, яка збереглася до нашого часу була побудована в XVI столітті. У 1584 році замок Кінлух описали як «замок Мак Вільям Хаус». Мак Вільямом Ейгером тоді назвали сера Джона Фітцолівера Берка, що жив у цьому замку з 1574 року. До 1618 року замком володів сер Річард Фітцолівер Берк. Потім його син Волтер заклав замок серу Валентайну Блейку з Менлоу. Потім замок орендував сер Томас Блейк аж до 1668 році, коли замок орендував Джон Дарсі. У 1852 році замок і землі купив Пірс Джойс.
Збереглася башта висотою 4 поверхи. У західній стіні є сліди башточки. Є три димарі. Біля замку живе рідкісний в Ірландії вид птахів — Серпокрилець чорний (Apus apus).